# Municipio José Félix Ribas (Guárico)
José Félix Ribas es uno de los 15 municipios del Estado Guárico, Venezuela. Su capital es el pueblo de Tucupido. Tiene una superficie de 2792 km² y se estima que para 2010 su población sea de 51 297 habitantes. Este municipio está conformado por 2 parroquias, Tucupido y San Rafael de Laya.
La agricultura constituye el principal motor económico del municipio, siendo la base del sustento productivo de la mayoría de sus habitantes. En apoyo a esta actividad, el Embalse de Tucupido sirve como fuente de agua para riego y como mecanismo de control de inundaciones, lo que permite una mayor estabilidad y eficiencia en las faenas agrícolas durante los períodos de variabilidad climática.

## Geografía

### Límites
El Municipio José Félix Ribas está ubicado al noreste de Guárico, limita al norte con el Municipio San José de Guaribe y el Estado Anzoátegui, al sur con el Municipio El Socorro, al este con el Municipio Pedro Zaraza y al oeste con el Municipio Leonardo Infante.
Una zona al noreste del municipio en la Parroquia San Rafael de Laya es reclamada por el Estado Anzoátegui como suya, mientras que otro territorio de Anzoátegui es reclamado por Guárico como parte integral del Municipio José Félix Ribas.

### Organización parroquial
1. Parroquia Tucupido
2. Parroquia San Rafael de Laya

## Política y Gobierno

### Alcaldes
| Período     | Alcalde               | Partido Político | % de votos | Notas |
| ----------- | --------------------- | ---------------- | ---------- | --- |
| 1989 - 1992 | José ángel Talavera   | AD               | 50,60      | Primer alcalde bajo elecciones directas                                                                                |
| 1992 - 1995 | Rodolfo Arvelaiz†     | AD               | 50,17      | Segundo alcalde bajo elecciones directas                                                                               |
| 1995 - 2000 | Rodolfo Arvelaiz†     | AD               | -          | Reelecto(se realizaron elecciones generales adelantadas en el 2000 debido a la aprobación de la Constitución de 1999)  |
| 2000 - 2004 | Pablo Cabeza          | PPT              | 44,40      | Tercer alcalde bajo elecciones directas                                                                                |
| 2004 - 2006 | Carlos Herrera†       | PPT              | 35,88      | Cuarto alcalde bajo elecciones directas( falleció en el cargo)                                                         |
| 2006 - 2008 | Juan Manuel Ruiz      | PPT              | -          | (Alcalde encargado por la muerte del anterior alcalde.)                                                                |
| 2008 - 2013 | Jesús Antonio Aguilar | EUPRIB           | 44,57      | Quinto alcalde bajo elecciones directas (se postergan 1 año las elecciones municipales pautadas para finales del 2012) |
| 2013 - 2017 | María Angélica Ruíz   | PSUV             | 58,02      | Sexto alcalde bajo elecciones directas                                                                                 |
| 2017 - 2021 | Greidy Reina          | PSUV             | 56,80      | Séptimo Alcalde bajo elecciones directas                                                                               |
| 2021 - 2025 | José Berrueta         | PSUV             | 47,13      | Octavo Alcalde bajo elecciones directas                                                                                |
| 2025 - 2029 | Daniel Charaima       | PSUV             | -          | Noveno Alcalde |

### Concejo municipal
Período 1989 - 1992
| Concejales:                  | Partido político / Alianza |
| ---------------------------- | -------------------------- |
| Rodolfo Arvelaiz Reyes †     | AD                         |
| Juan Sosa Azuaje †           | AD                         |
| Juan Jimenez †               | AD                         |
| José Gregorio Rodríguez      | AD                         |
| José Vicente Balza Benítez † | COPEI                      |
| Carlos M. Arvelaiz           | COPEI                      |
| Luis A. Hernández†           | COPEI                      |

Período 1992 - 1995
| Concejales:             | Partido político / Alianza |
| ----------------------- | -------------------------- |
| Hector Navas            | AD                         |
| José Hernández          | AD                         |
| Juan Jiménez            | AD                         |
| José Gregorio Rodríguez | AD                         |
| Antonio Vidal           | COPEI                      |
| Demofilo Correa         | COPEI                      |
| Manuel Toro             | COPEI                      |

Período 1995 - 2000
| Concejales:             | Partido político / Alianza |
| ----------------------- | -------------------------- |
| José Gregorio Rodríguez | AD                         |
| Hector Palma            | AD                         |
| Rafael Gómez            | AD                         |
| Rafael Tobias Lugo      | AD                         |
| Juan Jiménez            | AD                         |
| Angelina de Arrebariera | COPEI                      |
| Alexis Coello           | COPEI                      |

Período 2013 - 2018:
| Concejales:     | Partido político / Alianza |
| --------------- | -------------------------- |
| Enmanuel Carpio | PSUV                       |
| Juan Torrealba  | PSUV                       |
| Roberto Herrera | PSUV                       |
| Jorge Delgado   | PSUV                       |
| Greidy Reina    | PSUV                       |
| Biandy Ojeda    | PSUV                       |
| Dino Buffi      | PSUV                       |

Período 2018 - 2021
| Concejales:          | Partido político / Alianza |
| -------------------- | -------------------------- |
| Elismilda Flores     | PSUV                       |
| Dino Buffi           | PSUV                       |
| Bismary Rogríguez    | PSUV                       |
| Daniel Charaima      | PSUV                       |
| Carmen Alicia Carapa | PSUV                       |
| Milagros Rodríguez   | PSUV                       |
| Luis Fajardo         | PSUV                       |

Período 2021 - 2025
| Concejales:        | Partido político / Alianza |
| ------------------ | -------------------------- |
| Maria Arvelaiz     | PSUV                       |
| Alicia Alonso      | PSUV                       |
| Richard Ron        | PSUV                       |
| Joaquin Vidal      | PSUV                       |
| Milagros Rodriguez | PSUV                       |
| Carmen Quintana    | MUD                        |
| Juan Guzman        | AD                         |

### Partidos políticos
Uno de los primeros partidos que existieron en el Municipio José Félix Ribas fue el partido Unión Republicana Democrática, posteriormente surgió Acción Democrática siendo uno de los partidos más importantes de la época, luego el partido social-cristiano COPEI la cual tuvo mucha relevancia entre los habitante del municipio. En 1989, cuando el presidente de Venezuela, en ese entonces Carlos Andrés Pérez, impulsó alcaldías en todo el territorio nacional, Acción Democrática fue el primer partido al llegar al poder, con el candidato José Talavera, obteniendo un 50,60% de los votos escrutados, siendo una ventaja muy mínima al candidato de COPEI, Alex Ferrer.
Actualmente los partidos existentes son: el partido oficialista Partido Socialista Unido de Venezuela la cual es uno de los más populares; el partido social-demócrata Acción Democrática, el partido progresista Voluntad Popular, Primero Justicia, Vente Venezuela, entre otros.
Actualmente los partidos mas influyentes se encuentra el Partido Socialista Unido de Venezuela (a pesar de no poseer la mayoría popular dentro de la población), los partidos opositores al chavismo Voluntad Popular, Vente Venezuela y Acción Democrática.